# Eduard von Richter
Gustav Christoph Eduard von Richter (* 5. März 1790 in Neu-Kusthof, Livland; † 6. Mai 1847) war ein livländischer Landmarschall.

## Leben
Eduard von Richter entstammte dem baltischen Adelsgeschlecht von Richter. Sein Vater war der livländische Landespolitiker Otto Magnus von Richter (1755–1826).
Eduard von Richter studierte ab 1808 an der Universität Moskau und 1809 in Heidelberg. 1809 wurde er Mitglied des Corps Curonia Heidelberg. Nach seiner Studienzeit kehrte er nach Livland zurück und war dort Besitzer verschiedener Rittergüter. Das Gut Neu-Kusthof besaß er bis 1844, das Gut Löweküll von 1829 bis 1844, das Gut Bentenhof nach Kauf von Hofrätin von Gerngross, geb. von Glasenapp, seit 1828 und das Gut Rappin seit 1836. Weiterhin war er der Besitzer des Gutes Wainsel.
1818 wurde von Richter Ordnungsrichter des Kreises Werro und 1827 Dorpater Kreisdeputierter. Von 1836 bis 1838 war er livländischer Landmarschall. 1837 wurde er zum Landrat gewählt. Er war Kurator des Adligen Fräuleinstifts in Fellin. Sein Bruder war der Philologe und Forschungsreisende Otto Friedrich von Richter.

## Genealogie
- Genealogisches Handbuch der baltischen Ritterschaften. Teil 1, 1: Livland, C. A. Starke-Verlag, Görlitz 1929, S. 173.